# 三吉斋
三吉斋是中国湖南省长沙市的著名糕点，开创于1827年（清朝道光六年），距今约190年历史，创始人是浙江省绍兴人徐元吉。

## 历史
1827年（清朝道光六年），浙江省绍兴人徐元吉开创了“浙绍徐元吉斋”，地址在长沙府长沙城的青石桥。
1879年，徐元吉将店铺转让给长沙人李康臣运营，更名为“浙绍元吉斋”。
三次大火之后，更名为“浙绍三吉斋”，题名人是湖南巡抚王文韶。
文化大革命期间，三吉斋的名字被迫更名为“卫国食品店”。
1993年，长沙市副食品经营公司（长沙市沃华经贸公司）收购品牌名字，在兴汉门蔡锷北路384号重新建立了三吉斋。
1999年，三吉斋被中华人民共和国政府评选为“中华老字号”。

## 特色
三吉斋以制作和经营点心、酱菜为主，主要特色饮食是绍饼、绍酒、绍糕、大面、元宵丸子，原料使用高糖、高油。

## 同时期老字号
- 稻香村
- 九如斋
- 南北特